# Президентские выборы в Финляндии (1994)
Президентские выборы в Финляндии 1994 года (фин. Suomen presidentinvaali 1994 швед. Presidentvalet i Finland 1994) — общегосударственные выборы Президента Финляндии на период 1994—2000 годов.
Президент республики Финляндия избирался прямым всенародным голосованием на шестилетний срок. По результатам голосования президентом страны был избран Мартти Ахтисаари.
Предыдущие президентские выборы прошли в 1988 году.

## Избиратели
Право избирать президента страны имеет любой гражданин Финляндии, достигший 18-летнего возраста.
По результатам голосования президентом Финляндии был избран Мартти Ахтисаари.

## Вступление в должность
Новый президент вступает в должность в первый день месяца, следующего за выборами — 1 марта, произнеся в 12:00 торжественную речь перед парламентом. После этого (около 12:20) начинаются полномочия нового президента и заканчиваются полномочия предыдущего.